# 吉永龍太
吉永 龍太（よしなが りゅうた）は、日本の漫画家。

## 経歴
- 和光大学表現学部芸術学科卒業[1]。
- 大学を卒業した2003年に『月刊アフタヌーン』（講談社）2月号でデビュー[2]。

## 作品リスト

### 連載
- チノミ（『月刊アフタヌーン』）
- ムカデ人間∞ 最終解脱（『ネメシス』No.25 - 27） - 『ムカデムラ』に収録。
- モンスターバンケット（『ネメシス』No.36 - 41→『コミックDAYS』）

### 読み切り
- ムカデ人間2∞ 最先端（『ネメシス』No.29・30） - 『ムカデムラ』に収録。

### 書籍
- 『チノミ』、講談社〈アフタヌーンコミックス〉 2007年 - 2008年、全3巻
- 『ムカデムラ』、講談社〈シリウスKC〉 2018年、全1巻
- 『モンスターバンケット』、講談社〈シリウスKC〉 2018年、既刊1巻